# Bataille de l'Hellespont
La bataille de l'Hellespont est un affrontement naval qui s'est tenu en 324 entre les flottes de Constantin et Licinius, dans l'Hellespont. À la suite de la bataille d'Andrinople, la flotte de Constantin est dirigée par son fils Crispus tandis que celle de Licinius est sous le commandement de son amiral, Abantus (ou Amandus). Malgré son infériorité numérique, Crispus remporte une large victoire.